# Димитър Кенаров
Димитър Кенаров (на английски: Dimiter Kenarov) е български поет постмодернист и журналист.

## Биография
Роден е през 1981 г. в София. Завършва Американския колеж в София, а през 2004 г. получава бакалавърска степен по американска и руска литература от Мидълбъри колидж (САЩ), а след това следва и в Калифорнийския университет в Бъркли.
Негови журналистически текстове са печатани в списанията Esquire, Outside, The Nation, Foreign Policy, Boston Review, The International Herald Tribune, The Virginia Quarterly Review и The Pulitzer Center on Crisis Reporting. Негови пътеписи на три пъти са попадали в селекциите с най-добри американски пътеписи (The Best American Travel Writing) (2009; 2012; 2013).
Редактор на двете му стихосбирки е Георги Господинов. Докато поезията му е написана на български език, на английски Кенаров пише репортажи и пътеписи от България, Сърбия, Северна Македония и Ирак. Превежда на български поезия от американската поетеса Елизабет Бишъп.
Носител е на годишната награда за публицистика на сп. Virginia Quarterly Review. Работил е като стажант в Литературная газета (Русия) и The Atlantic Monthly (САЩ). Стихосбирката му „Пътуване към кухнята“ печели специална награда в Националния конкурс за литературен дебют „Южна пролет“.